# 拓殖大学野球部
拓殖大学野球部（たくしょくだいがくやきゅうぶ、Takushoku University Baseball Club）は、東都大学野球連盟に所属する大学野球チーム。拓殖大学の学生によって構成されている。

## 歴史
- 1920年（大正9年）[1]　東洋協会大学野球部として創部。
- 1931年（昭和6年）　拓殖大学、東京文理科大学、東洋大学により三大学野球連盟結成。後に東京工業大学、東京商科大学が加わって東京新大学野球連盟と改称。
- 1933年（昭和8年）　東工大戦にて乱闘騒ぎを起こし、東京新大学野球連盟分裂の原因となる。
- 1940年（昭和15年）　野球部閉鎖。
- 1949年（昭和24年）　紅陵大学野球部として東都大学野球連盟加盟。
- 1966年（昭和41年）　元プロ野球選手でPL学園高監督を務めた綱島新哉（旧名: 綱島新八。立大OB）が監督就任。
- 1967年（昭和42年）　春季、東都大学野球連盟三部で初優勝し、二部に初昇格。
- 1984年（昭和59年）　1年間出場を辞退したため、四部まで降格。
- 1985年（昭和60年）　春季、四部優勝し三部昇格。
- 1986年（昭和61年）　春季、三部優勝し二部昇格。
- 1987年（昭和62年）　秋季、二部で初優勝するが、一部昇格を逃す。
- 1994年（平成 6年）　秋季入替戦に敗れ、三部降格。
- 1995年（平成 7年）　春季入替戦に勝利し、二部昇格。
- 1999年から2001年にかけて二部と三部を行ったり来たりする。
- 2005年（平成17年）　秋季入替戦に敗れ、三部降格。
- 2006年（平成18年）　2月、内田俊雄（前亜大総監督）が監督就任。2代続けての拓大OB以外からの監督起用となる。
- 2007年（平成19年）　内田監督になって2回目の三部優勝後、春季入替戦に勝利し二部昇格。
- 2011年（平成23年）　秋季に2回目の二部優勝を遂げるが、一部昇格を逃す。
- 2013年（平成25年）　春季に3回目の二部優勝後、一部に初昇格。秋季一部リーグ戦にて最高成績となる3位。
- 2015年（平成27年）　春季一部リーグ戦で最下位となり、2年ぶりの二部降格。
- 2020年（令和2年）　馬淵烈が監督就任。久しぶりの拓大OBからの監督起用となった。父も拓大OBの馬淵史郎。[2]

## 本拠地
東京都八王子市館町815－1（拓殖大学八王子キャンパス内）

## 記録
- 二部優勝：3回

## 主な出身選手
- 馬淵史郎（明徳義塾高等学校野球部監督）
- 馬淵烈（拓殖大学野球部監督）
- 中尾明生（元広島東洋カープ、南海ホークス内野手、元四国学院大学硬式野球部監督）
- 米倉忠信（元読売ジャイアンツ捕手）
- 高橋建（元広島東洋カープ、ニューヨーク・メッツ投手）
- 古屋剛（元西武ライオンズ内野手、ジェイファム野球部監督）
- 木村昌広（元オリックス・ブルーウェーブ、中日ドラゴンズ投手）
- 石橋良太 - プロ野球選手（東北楽天ゴールデンイーグルス投手）
- 木内九二生（プロ野球審判員）
- 山本良材 （元阪急ブレーブス投手)
- 岸潤一郎 - プロ野球選手（埼玉西武ライオンズ）中退　※現役
- 野村勇 - プロ野球選手（福岡ソフトバンクホークス）※現役